# CDK5RAP1
CDK5RAP1‏ (CDK5 regulatory subunit associated protein 1) هوَ بروتين يُشَفر بواسطة جين CDK5RAP1 في الإنسان.
يتكون إنزيم كيناز CDC2-like neuronal kinase، الذي يشارك في تنظيم التمايز العصبي، من وحدة فرعية محفزة، CDK5، ووحدة فرعية منشطة، p25NCK5A. يرتبط البروتين المشفر بواسطة هذا الجين بـ p25NCK5A، وبالتالي قد يكون له دور في التمايز العصبي. توجد عدة متغيرات نسخية لهذا الجين، ولكن لم يتم تحديد الطبيعة الكاملة لاثنين فقط.